# Voces sin voz
Voces sin voz fue un programa de televisión, emitido por La 1 de Televisión española en la temporada 1981-1982. Se programaba semanalmente los domingos de 20 a 21 horas, pasando posteriormente a la tarde del viernes.

## Formato
Se trataba de un programa de denuncia social, en el que cada semana se daba voz a los sectores más desfavorecidos de la sociedad para que expusieran sus dificultades al tiempo que se interpelaba a las instituciones en la búsqueda de la mejor solución.

## Listado de programas (parcial)
- Trabajar en el campo? No, gracias (1-11-1981)
- La unión hace la fuerza y el pan (8-11-1981)
- Badajoz, un plan sin pan (29-11-1981)
- Estudiar ¿para qué? (20-12-1981)
- Ser mujer (3-1-1982)
- Que inventen ellos (15-1-1982)
- Deporte sí, pero ¿dónde? (22-1-1982)
- Viviendas sí, chapuzas no (29-1-1982)
- La vejez miseriza (5-2-1982)
- Somos un voto... y más (12-2-1982)
- La televisión ¿Escuela de qué? (19-2-1982)
- ¿Quién mata al marisco? (26-2-1982)
- Viticultores con el agua al cuello (5-3-1982)
- Los disminuidos físicos (19-3-1982)
- Extranjeros en todas partes (26-3-1982)
- Con la maleta a cuestas (2-4-1982)
- Estas piedras son historia (16-4-1982)
- Bravos españoles de la mar (23-4-1982)
- La justicia sin dinero (7-5-1982)
- Enfermos de riñón, un calvario (4-6-1982)
- Ecología, una asignatura pendiente (11-6-1982)
- ¿Qué hacer con un hijo drogadicto? (9-7-1982)
- Islas Canarias, no tan afortunadas (30-7-1982)
- El río Deva-Cares se muere (13-8-1982)
- Las Canarias tienen sed (20-8-1982)
- Hostelería, el personal se queja (27-8-1982)
- Los anuncios de la tele (3-9-1982)
- Comarca de Cabrales, pueblos olvidados (24-9-1982)
- San Vicente de la Barquera (1-10-1982)